# Tegula rustica
Tegula rustica (лат.) — вид морских брюхоногих моллюсков из рода Tegula семейства Tegulidae.
Высота раковины до 21 мм. Она массивная, окрашена в цвета от серого до почти чёрного. Спиральная скульптура состоит из бороздок и неравномерных рёбрышек, а поперечная из складок и почти перпендикулярных линий роста. На нижней части внутренней губы 1—2 зубовидных выроста. Раковины взрослых моллюсков обычно покрыты литотамнием, прячущим скульптуру.
Бентосный субтропический моллюск. Встречается в средней части умеренно обнаженных берегов, укрываясь под валунами на глубине от 0 до 5 метров. Обитает в Японском (залив Петра Великого), Жёлтом, Восточно-Китайском и Южно-Китайском морях.
Безвреден для человека, не является объектом промысла. Охранный статус вида не оценивался.